# 吳哲 (弘治進士)
吳哲（1473年—？），字子儀，號平坡，直隸松江府華亭縣人，民籍，明朝政治人物。

## 生平
弘治十七年（1504年）甲子科應天鄉試第三十三名舉人，十八年（1505年）中式乙丑科會試第二百四十七名，三甲第一百七十八名進士。
吴哲做秀才時有三大愿：一愿芜湖抽分，二愿买楊千户房屋，三愿买某娼为妾。後登進士，三愿俱遂。

## 家族
曾祖吳宗黻。嫡母楊氏；生母周氏。具慶下。兄吳啓、吳唐、吳周，弟吳吉、吳言、吳冏、吳問。